# 九宮飛星圖

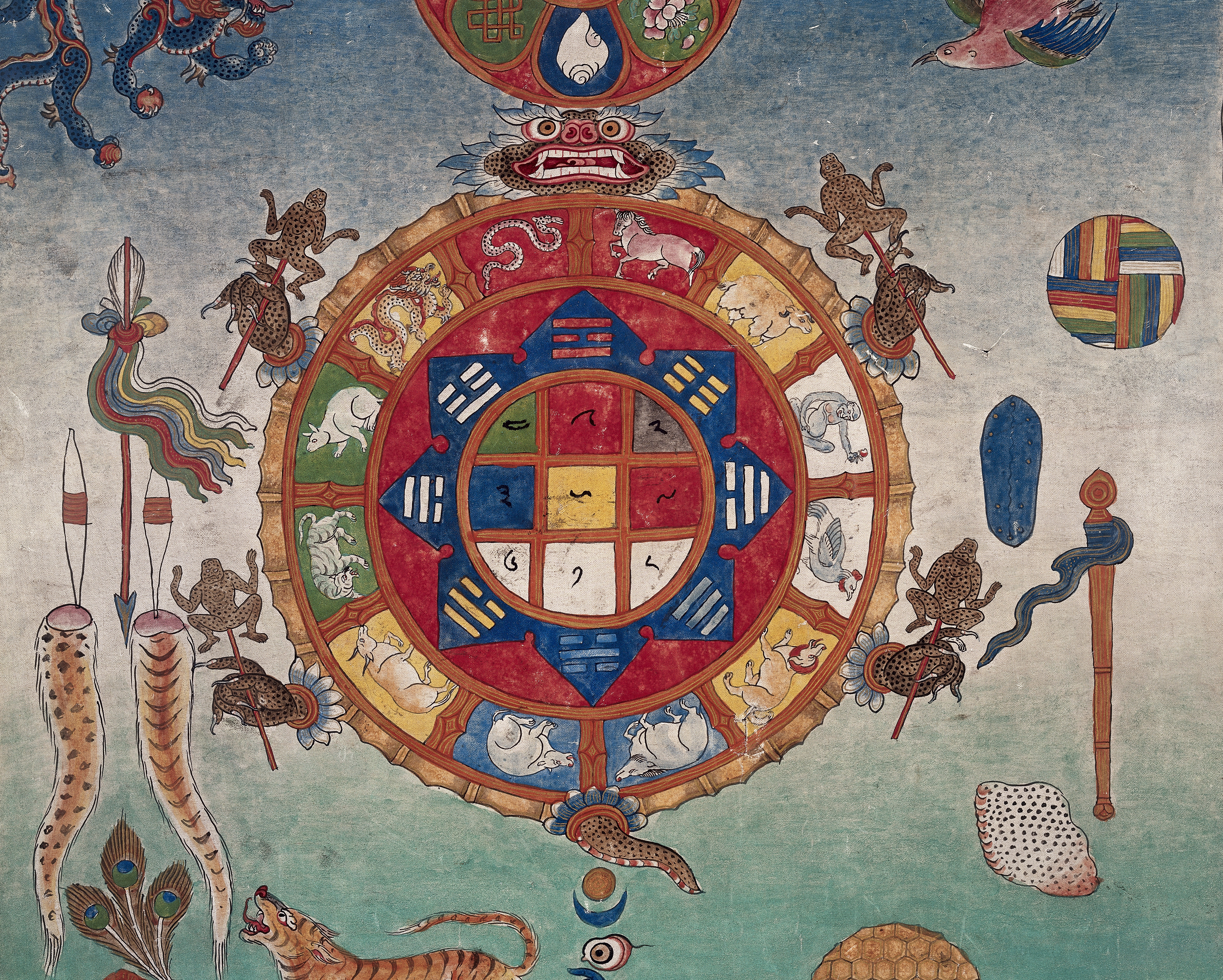
文殊九宫八卦图唐卡，其中包括了九宫飞星图。

九宮飛星圖，是將九宮圖配以顏色，並和九星、八卦加以對應的一種術數圖案，見於風水、性格分析、算命和擇吉等術數之中。

## 歷史
北周《數術記遺九宮算》內記載：「九宮者，二四為肩，六八為足，左三右七，戴九履一，五居中央。」，九宮飛星是依九宮數序所飛移，又稱順飛，按九宮定位配卦和九星。九宮飛星的來源和奇門遁甲以及九宮有密切關係，如：《星曆考原》記載：「《黃帝遁甲經》曰三元者起於九宮也，以休門爲一白，死門爲二黑，傷門爲三碧，杜門爲四綠，中宮爲五黃，開門爲六白，驚門爲七赤，生門爲八白，景門爲九紫。」，將六十甲子紀年和九宮搭配，求其最小公倍數就形成了三元九運之說。
三元九宮、紫白之說於唐朝盛行，如敦煌的祿命書有《三元九宮行年》，《唐年神方位圖》中載有紫白之說。清朝時，蔣大鴻批評三合風水 ，建立起新的理氣流派，稱為玄空風水或三元派。運用三元九運和紫白飛星為其風水理氣之法的，為玄空風水中的紫白飛星派。
在日本稱為「九星气学」（九星気学），數百年前自中國傳入，日常應用於卜筮擇日和風水，可詳見於日本民間常用的「運勢書」（通勝/通書/農民曆）。近年日本把各飛星圖各變化圖也配合色彩和動畫進一步圖象化。形狀並以八角形/八卦形圖象顯示飛星圖，也已發展出電腦化服務。

## 運用
| 九宮飛星圖 | 九宮飛星圖 | 九宮飛星圖 |
| ---------- | ---------- | ---------- |
| 四         | 九         | 二         |
| 三         | 五         | 七         |
| 八         | 一         | 六         |

算命者將九宮數配以顏色，如一白、二黑、三碧、四綠、五黃、六白、七赤、八白及九紫；配以五行，如一水，二土，三木，四木，五土，六金，七金，八土，九火；或配合中國星座、九曜等，以推算吉凶。

風水運用，將九星（一白、二黑、三碧、四綠、五黃、六白、七赤、八白及九紫），依座向或流年按九宮順序填入，九宮飛星圖中上方九的位置代表南方。例如一座中宮（座北向南）時，將五替換為一，六替換為二（五以上的數字減四，小於五的數字加九減四）；二座中宮（座西南向東北）時，將五替換為二，六替換為三。其它依此類推。
| 一座中宮 | 一座中宮 | 一座中宮 |
| -------- | -------- | -------- |
| 九       | 五       | 七       |
| 八       | 一       | 三       |
| 四       | 六       | 二       |

| 二座中宮 | 二座中宮 | 二座中宮 |
| -------- | -------- | -------- |
| 一       | 六       | 八       |
| 九       | 二       | 四       |
| 五       | 七       | 三       |

- 五顆吉星以+標示，四顆凶星以x標示。
  - 一白水星（日语：一白水星） —— + 貪狼：事業、人緣與桃花
  - 二黑土星（日语：二黒土星） —— x 巨門：病符
  - 三碧木星（日语：三碧木星） —— x 祿存：口舌是非、訴訟官非
  - 四绿木星（日语：四緑木星） —— + 文曲：智慧，學業
  - 五黃土星（日语：五黄土星） —— x 廉貞：招災惹禍甚至病痛；
  - 六白金星（日语：六白金星） —— + 武曲：權力、事業、驛馬
  - 七赤金星（日语：七赤金星） —— x 破軍：盜賊、小人
  - 八白土星（日语：八白土星） —— + 左輔：財星 錢財
  - 九紫火星（日语：九紫火星） —— + 右弼：婚姻喜慶